# Rafael Ilyasov
Rafael Ilyasov (født 20. december 1973) er en usbekisk fodbolddommer, som dømmer i den usbekiske liga. Han blev aktiv som FIFA-dommer i 2001, og dømmer som linjedommer. Han har dømt et VM i fodbold i, 2010 hvor han var linjedommer afor Ravshan Irmatov fra Usbekistan. Hans første internationale kamp var kampen mellem Indien og Brunei i 2001.
| Biografi | Spire Denne biografi om en fodbolddommer er en spire som bør udbygges. Du er velkommen til at hjælpe Wikipedia ved at udvide den. |